# Alstroemeriàcies
Alstroemeriaceae és una família de plantes amb flors, amb unes dos cents espècies distribuïdes en tres o quatre gèneres. Són originàries d'Amèrica, des d'Amèrica central al sud d'Amèrica del Sud.
El gènere Alstroemeria conté plantes ornamentals molt utilitzades. El gènere Bomarea és una planta enfiladissa que produeix grups de flors en forma de campana de diversos colors.

## Classificació
El sistema APG II de 2003 tracta aquesta família dins l'ordre Liliales, dins el clade monocots. El sistema APG III de 2009 fusiona la família Luzuriagaceae dins la família Alstroemeriaceae.
Tribu Alstroemerieae
- Alstroemeria
- Bomarea
- Schickendantziella

Tribu Luzuriageae
- Drymophila
- Luzuriaga

## Distribució
Les Alstroemeriaceae es distribueixen a l'Amèrica temperada i tropical des de Mèxic i les Antilles a Tierra del Fuego. Les Luzuriageae es troben des del Perú fins a les Malvines i Terra del Foc, Nova Zelanda i Austràlia (NSW a Tasmània).

## Usos

### Com a aliment
Bomaria edulis està distribuïda de Mèxic a Argentina. Els tubercles es van fer servir en temps precolombins com a font d'aliment. Una sola planta pot tenir fins a 20 tubercles de 5 cm de diàmetre cadascú.

### Com a plantes ornamentals
Algunes de les espècies d'Alstroemeriaceae usades com planta ornamental són:
- Alstroemeria aurea: endèmica del sud de Xile. Floreix a l'estiu.
- Alstroemeria haemantha: endèmica de Xile. Floreix a principi d'estiu.
- Alstroemeria ligtu: endèmica de Xile. Floreix de la fi de primavera fins a principi d'estiu.
- Alstroemeria psittacina: distribuïda en zones pantanoses de Brasil, Perú i la província argentina de Misiones.
- Bomarea ovallei (sin.: Leontochyr ovallei): endèmica de Xile. És una espècie amenaçada.

Altres espècies com Luzuriaga radicans, també endèmica de Xile, tenen potencial com a plantes ornamentals.

## Referències

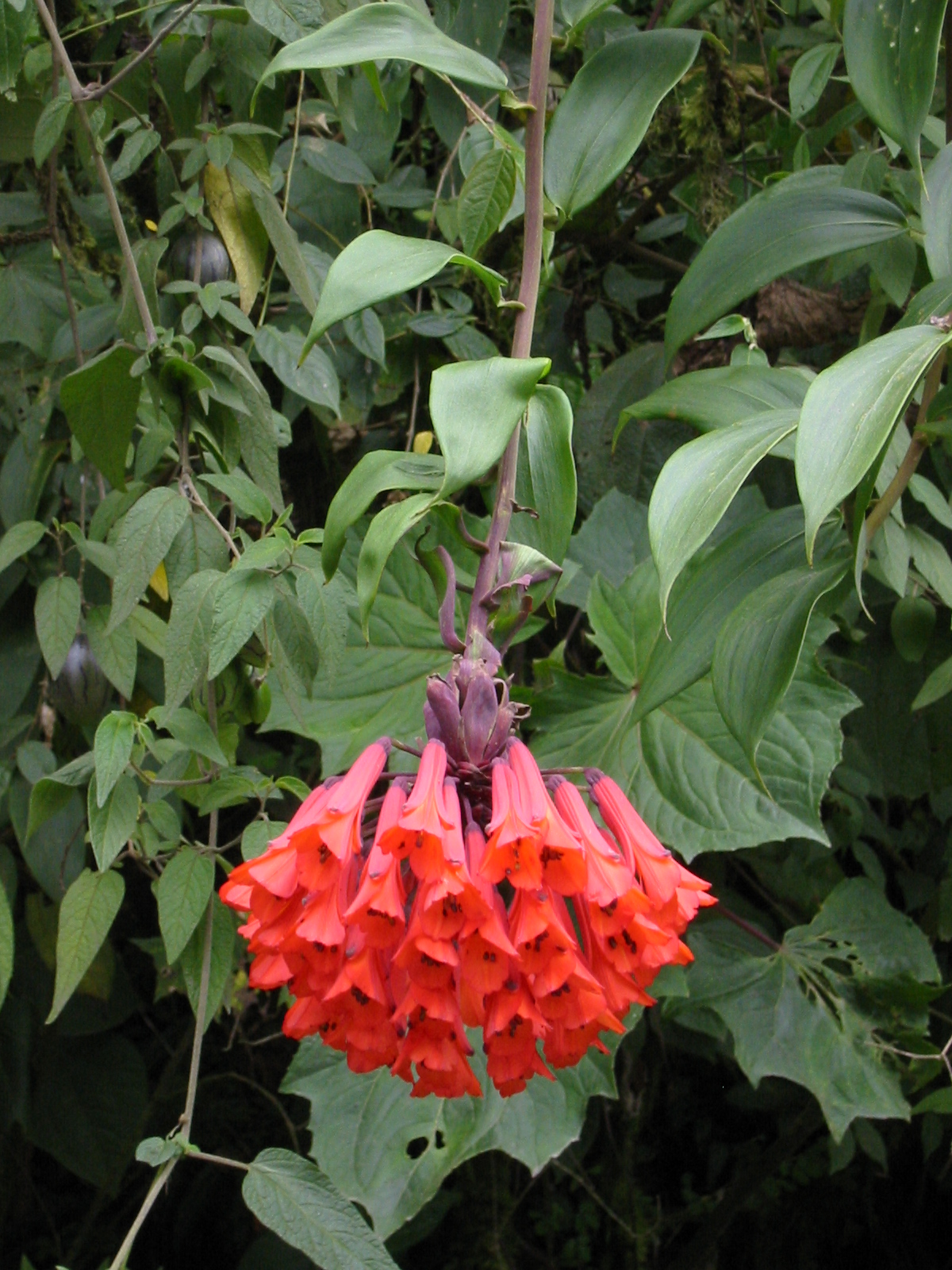
Planta del gènere Bomarea al sud de l'Equador